# Hoya purpurea
Hoya purpurea är en oleanderväxtart som beskrevs av Carl Ludwig von Blume. Hoya purpurea ingår i släktet Hoya och familjen oleanderväxter. Inga underarter finns listade i Catalogue of Life.